# 战争游戏：一级战备
《战争游戏：一级战备》是一款1998年推出的PlayStation和Windows游戏，它的Windows版是一款即时战略游戏，而PlayStation版则是战术射击游戏。游戏中出现的势力为北美防空司令部和WOPR，时间为1984年电影《战争游戏》的20年之后，WOPR发起了一次旨在消灭人类的战争。游戏的一个剧情顾问就是John Badham，原电影导演。